# Xiaonan Ma

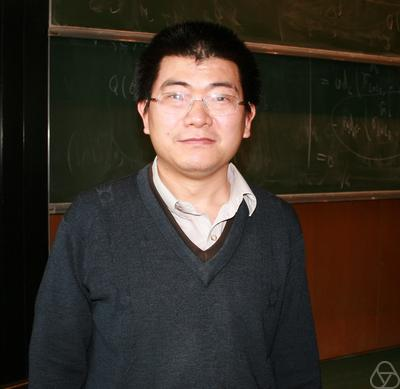
Xiaonan Ma (2011)

Xiaonan Ma (* 1972) ist ein chinesischer Mathematiker, der in Frankreich studierte und dort lehrt.
Ma erhielt 1993 seinen Bachelor-Abschluss in Mathematik an der Universität Wuhan und wurde 1998 an der Universität Paris-Süd bei Jean-Michel Bismut promoviert (Formes de torsion analytique et familles de submersions), an der er sich 2005 auch habilitierte (Théorie de l'indice local et applications). 2001 wurde er Chargé de Recherche des CNRS am Centre de Mathématiques Laurent Schwartz der École Polytechnique. 2007 wurde er Professor an der Universität Paris VII (Denis Diderot).
Ma war Gastwissenschaftler an der University of California, Santa Cruz, und an der Humboldt-Universität Berlin bei Jochen Brüning. Er gehört der internationalen Fakultät der Universität zu Köln an.
Er befasst sich mit globaler Analysis auf Mannigfaltigkeiten und lokalen Indizes (analytische Ray-Singer-Torsion, Eta-Forman, elliptische Genera), Bergman-Kernfunktionen und geometrischer Quantisierung.
Ma erhielt 2006 mit Georges Marinescu den Ferran-Sunyer-i-Balaguer-Preis für ihr Buch Holomorphic Morse inequalities and Bergman kernels und 2017 den Sophie-Germain-Preis. 2009 wurde er Junior-Mitglied des Institut universitaire de France. 2010 war er eingeladener Sprecher auf dem Internationalen Mathematikerkongress in Hyderabad (Geometric quantization on Kähler and symplectic Manifolds).
Er ist Herausgeber von Science in China A (Mathematics) und des International Journal of Mathematics.

## Schriften
Bücher:
- mit G. Marinescu: Holomorphic Morse inequalities and Bergman kernels, Birkhäuser, Progress in Mathematics 254, 2007
- mit W. Zhang: Bergman kernels and symplectic reduction, Astérisque, Band 318, 2008
- Herausgeber mit X. Dai, R. Léandre, W. Zhang: From Probability to Geometry. Volume in honor of the 60th birthday of Jean-Michel Bismut, 2 Bände, Astérisque 327, 328, 2009
- Herausgeber mit Jean-Benoît Bost, Helmut Hofer, Francois Labourie, Yves Le Jan, Weiping Zhang: Geometry, analysis and probability – in honor of Jean-Michel Bismut, Progress in Mathematics 310, Birkhäuser 2017

Aufsätze (Auswahl):
- Formes de torsion analytique et familles de submersions, Bull. Soc. Math. de France, Band 127, 1999, S. 541–562
- mit K. Liu: On family rigidity theorems 1, Duke Math. J., Band 102, 1999, S. 451–474
- Orbifolds and analytic torsions, Transactions AMS, Band 357, 2005, S. 2205–2233
- mit X. Dai, K. Liu: Asymptotic expansion of the Bergman kernel, J. of Diff. Geom., Band 72, 2006, S. 1–41
- mit J. Brüning: An anomaly formula for Ray–Singer metrics on manifolds with boundary, Geometric and Functional Analysis, Band 16, 2006, S. 767–837
- mit G. Marinescu: Generalized Bergman kernels on symplectic manifolds, Advances in Mathematics, Band 217, 2008, S. 1756–1815
- mit G. Marinescu: Toeplitz operators on symplectic manifolds, Journal of Geometric Analysis, Band 18, 2008, S. 565–611
- mit G. Marinescu: Berezin-Toeplitz quantization on Kähler manifolds, J. Reine Angew. Math., Band 662, 2012, S. 1–58